# Prosopocera raffrayi
Prosopocera raffrayi là một loài bọ cánh cứng trong họ Cerambycidae.